# Гільдесгайм (район)
Гільдесгайм (нім. Hildesheim) — район у Німеччині, у складі федеральної землі Нижня Саксонія. Адміністративний центр — місто Гільдесгайм.

## Населення
Населення району становить 274 773 осіб (станом на 31 грудня 2021).

## Адміністративний поділ
Район складається з 6 міст та 11 самостійних громад (нім. Einheitsgemeinden), а також одного об'єднання громад (нім. Samtgemeinden), до складу якого входять одне місто і дві громади.
Дані про населення наведені станом на 31 грудня 2021. Зірочкою (*) позначений центр об'єднання громад.
- Самостійні міста/громади:

| 1. Альфельд (місто) (18550) 2. Альгерміссен (7989) 3. Бад-Зальцдетфурт (місто) (13266) 4. Бокенем (місто) (9666) 5. Гарзум (11496) 6. Гізен (9700) 7. Гільдесгайм (місто) (100319) 8. Голлє (7075) | 1. Дікгольцен (6325) 2. Ельце (місто) (8973) 3. Зарштедт (місто) (19423) 4. Зельде (7845) 5. Зіббессе (5766) 6. Ламшпрінге (5559) 7. Нордштеммен (12090) 8. Фреден (4621) 9. Шеллертен (7972) |

| - Об'єднання громад Ляйнебергланд (18138) 1. Айме (2559) 2. Гронау (місто) * (10690) 3. Дуйнген (4889) |